# Future Generation
Future Generation (с англ. — «Будущее поколение») — первый студийный альбом голландского проекта «Laserdance», выпущенный в 1987 году.
Первоначально альбом был выпущен в формате LP фирмой Hotsound Records в 1987 году. Этот spacesynth-альбом  был написан Михилем ван дер Кёем (Michiel van der Kuy) и спродюсирован Эриком ван Флитом (Erik van Vliet). Как CD-альбом, под лейблом Galaxies, он был выпущен в 1987 году, а позже, в 2001 году — уже под лейблом ZYX Music.
Future Generation содержит реаранжировки ранее выпущенных синглов группы Laserdance: «Power Run», «Humanoid Invasion» и «Goody's Return», в то же время альбом содержит и новые треки. Будучи первым студийным альбомом, Future Generation считался большим успехом проекта Spacesynth, было продано около 150 000 копий. Михиль Ван дер Кёй заявил, что Future Generation его любимый альбом проекта Laserdance.
Существуют некоторые релизы альбома Future Generation, которые содержат дополнительный материал. Так CD-издание проекта Galaxies 1987 года содержит изменённую версию композиции выпущенной в том же году, в то же время в польском CD-релизе 1991 года, под лейблом «Snake's Music», добавили в альбом отдельные композиции «Laserdance Megamix» и «You And Me (Space Mix)».

## Список композиций
Слова и музыка всех песен — Michiel Van Der Kuy.
| №                   | Название                                                 | Длительность |
| ------------------- | -------------------------------------------------------- | ------------ |
| 1.                  | «Power Run»                                              | 4:37         |
| 2.                  | «Humanoid Invasion»                                      | 5:01         |
| 3.                  | «Space Dance»                                            | 4:50         |
| 4.                  | «Goody's Return»                                         | 5:13         |
| 5.                  | «Future Generation»                                      | 4:29         |
| 6.                  | «Digital Dream»                                          | 4:50         |
| 7.                  | «Fear»                                                   | 5:30         |
| 8.                  | «Laser Fear»                                             | 4:59         |
| 9.                  | «Fear (Remix)» (Бонус-трек 1987 года от Galaxis edition) | 6:40         |
| Общая длительность: | Общая длительность:                                      | 46:09        |

## Инструменты
В своем интервью Михиль ван дер Кёй заявил, что материал для альбома Future Generation был создан полностью в своей частной студии звукозаписи композитора, а та студия, что изображена на фотографии внутри альбома, была не настоящим местом записи.
- Roland JX-10 — Синтезатор
- Roland Juno-60 — Синтезатор
- Roland MSQ-100 — Секвенсор
- LinnDrum — Барабаны
- Korg DVP-1 Digital Voice Processor — Вокодер
- Mixing console (D&R 4000) — Микшерный пульт

## Синглы
В 1988 году вышел макси-сингл Megamix vol. 1, содержащий несколько треков из Future Generation и композицию «You and me» со второго альбома Laserdance.